# Københavns Fødevarefællesskab
Københavns Fødevarefællesskab (forkortet KBHFF) er en
indkøbsforening som ejes og drives af dets medlemmer. Foreningen har som
formål at tilbyde økologiske, lokalt producerede varer uden at skabe profit på
basis af dens medlemmer. KBHFF stræber efter at købe direkte af gårdene for at
reducere omkostningen. Der findes i 2014 afdelinger i 11 bydele af København.

## Baggrund
Foreningen Københavns Fødevarefællesskab bliver stiftet den 24. april 2008 på
Frederiksberg Bibliotek og forsøger efterfølgende med sin ene afdeling på
Slagtehusgade, Vesterbro at levere grøntsager til cirka 15 mennesker.
Kollektivet Svanholm bliver KBHFF's første leverandør. Foreningen er inspireret
af en artikel i Samvirke om det amerikanske fødevarefællesskab Park Slope Food Coop.
Foreningen flytter i 2009 afdelingen til Nørrebro efter et opstartsmøde med
30-35 deltagere. På åbningsdagen afleveres 30 forudbestilte poser med
grøntsager. Den første ordinære generalforsamling afholdes.
I august 2010 har foreningen 500 medlemmer og får 92 nye igennem medieomtale.
En afdeling åbner på Amager.
I 2011 stiftes Aarhus Økologiske Fødevarefællesskab, såvel som Odense Fødevarefællesskab, inspireret af KBHFF. Der åbner nye afdelinger i følgende
bydele: Nordvest, som Ungdomshuset på Dortheavej 61 lægger lokaler til,
Vesterbro, Amager, Vanløse, Frederiksberg, Østerbro, Indre By, Ydre Nørrebro.
Foreningen overtager desuden 1½ tønder økologisk jord og begynder at dyrke sine
egne grøntsager.
I oktober 2011 har foreningen 3000 medlemmer og distribuerer 5 tons grøntsager
om ugen fra et centralt lager i Gladsaxe.
I august 2012 åbner en afdeling på Islands Brygge.
I maj 2014 åbner en afdeling i Sydhavnen i Karens Minde Kulturhus.

## Manifest og de ti grundprincipper
Foreningen får i 2009 et manifest, som dog samtidigt er formuleret som en
invitation til at blive medlem af foreningen. Dette manifest udvides i april
2010 til ti grundprincipper, som foreningen arbejder efter:
1. Dyrket og produceret økologisk.
2. Dyrket så lokalt som praktisk muligt.
3. Sæsonbaseret
4. Støtter fair og direkte handel
5. Er miljøvenlig
6. Formidler og fremmer viden om fødevarer og økologi
7. Er økonomisk bæredygtig og selvstændig
8. Er transparent og fremmer tillid i alle produktions- og distributionsled
9. Er tæt på og tilgængelig
10. Drives af et lokalt, arbejdende fællesskab

## Foreningens struktur
Københavns Fødevarefællesskab er inddelt i lokalafdelinger, fem driftsansvarlige
arbejdsgrupper, samt medlemsmøder og bestyrelse.
Det er medlemsmøderne som er fødevarefællesskabets øverste myndighed, mens
bestyrelsen vælges til den årlige generalforsamling og har det formelle og
økonomiske ansvar for foreningen.
De fem driftsansvarlige arbejdsgrupper er: Distribution, indkøb, økonomi,
kommunikation og arrangement. Arbejdsgrupprene har en høj grad af autonomi og
mødes samlet hver anden måned for at koordinere.
Lokalafdelingerne har en butiksgruppe med ansvar for drift i den enkelte butik,
vedligeholdelse af vagtplan og afholdning af møder. Hver lokalafdeling holder et
åbent, månedligt butiksmøde.